# Kruk kusy
Kruk kusy (Corvus rhipidurus) – gatunek dużego ptaka z rodziny krukowatych (Corvidae). Występuje na Bliskim Wschodzie (głównie na Półwyspie Arabskim), w Afryce Wschodniej oraz wyspowo w Afryce Środkowej i Zachodniej. Nie jest zagrożony.

## Systematyka
Wyróżnia się dwa podgatunki C. rhipidurus:
- C. r. stanleyi Roselaar, 1993 – półwysep Synaj, Izrael i Jordania przez Arabię Saudyjską do Jemenu i zachodniego Omanu
- C. r. rhipidurus Hartert, 1918 – wschodnie Mali i Niger do Etiopii, Erytrei, Dżibuti, Somalii, Kenii i Ugandy

## Morfologia

### Wymiary i masa ciała
Ciało kruka kusego osiąga długość 46–47 cm i masę 512–734 g. Rozpiętość skrzydeł mieści się w przedziale 102–120 cm. Długość skrzydła przeciętnego osobnika to ok. 37,3–42,4 cm. Ogon dorasta do 15,4–17,2 cm. Skok mierzy 5,9–7,4 cm, a dziób 5,5–6,2 cm.

### Wygląd zewnętrzny
Sylwetka kruka kusego w locie jest opisywana jako przypominająca ciało nietoperza. 
Dymorfizm płciowy nieznaczny; samce są na ogół większe od samic. Upierzenie w całości czarne, z fioletowoniebieskim, nieco oleistym połyskiem, który nie występuje u młodych osobników. Z czasem może zyskiwać brązowawe zabarwienie na głowie i szyi. Skrzydła widocznie szerokie, zwłaszcza u podstawy. Lotki pierwszorzędowe długie, o postrzępionych końcówkach, od spodu jaśniejsze niż spodnie pokrywy skrzydłowe. Mocny, relatywnie krótki i zakrzywiony dziób o czarnej barwie. Pióra przy dziobie nieco zaokrąglone, dobrze widoczne i zakrywające fragment górnej szczęki. Czubek głowy płaski. Tęczówki ciemnobrązowe. Nogi czarne. Stosunkowo krótki ogon o zaokrąglonej końcówce i klinowatym kształcie.

## Biotop
Zamieszkuje zwłaszcza górskie pustynie. Spotykany także na niewysokich skałach i jałowych wzgórzach. Odwiedza wysypiska śmieci, oazy i tereny użytkowe.

## Pożywienie i zachowanie
Wszystkożerny. Lubi szybować i wykonywać akrobacje. Widuje się go, jak chodzi z półotwartym dziobem.

## Status
W Czerwonej księdze gatunków zagrożonych IUCN kruk kusy klasyfikowany jest jako gatunek najmniejszej troski (LC, Least Concern). Liczebność populacji nie została oszacowana, ale ptak ten opisywany jest jako lokalnie pospolity w większości zasięgu występowania oraz lokalnie bardzo liczny w Etiopii i zachodniej części Półwyspu Arabskiego. Trend liczebności populacji ocenia się jako prawdopodobnie spadkowy z powodu konkurencji międzygatunkowej w niektórych częściach jego zasięgu.